# Liotryphon variatipes
Liotryphon variatipes är en stekelart som först beskrevs av Léon Abel Provancher 1886.  Liotryphon variatipes ingår i släktet Liotryphon och familjen brokparasitsteklar. Inga underarter finns listade i Catalogue of Life.